# Дельня
Дельня — речка в Монастырщинском и Краснинском районах Смоленской области России. Правый приток Вихры.
Длина 10 км. Исток у деревни Новое Село Краснинского района Смоленской области. Общее направление течения на восток. Протекает через деревни Мочулово, Васильево, Окрутово, Левково.
В Дельню впадает несколько небольших ручьёв.